# آنا-کایسا رانتانن
آنا-کایسا رانتانن (انگلیسی: Anna-Kaisa Rantanen؛ زادهٔ ۱۰ فوریهٔ ۱۹۷۸) بازیکن فوتبال اهل فنلاند است.
از باشگاه‌هایی که در آن بازی کرده‌است می‌توان به باشگاه فوتبال زنان وولفسبورگ، باشگاه فوتبال لینشوپینگ، و دیوری گردن اشاره کرد.
وی همچنین در تیم ملی فوتبال زنان فنلاند بازی کرده‌است.